# Knopkirie petri
Knopkirie petri är en spindeldjursart som beskrevs av John Stanley Beard 200. Knopkirie petri ingår i släktet Knopkirie och familjen Phytoseiidae. Inga underarter finns listade i Catalogue of Life.